# David Roe
David Roe, född 11 september 1965 är en tidigare professionell snookerspelare från England. Hans högsta placering på världsrankingen var säsongen 1994/1995 då han var rankad nummer 13.
Han spelade på proffstouren 1986-2010. Efter det konverterade han till Islam och tränar nu snookerlandslaget i Iran.